# Knox Cunningham
Samuel Knox Cunningham, 1er baronnet, (3 avril 1909 - 29 juillet 1976), est un avocat, homme d'affaires et homme politique d'Irlande du Nord. En tant qu'unioniste d'Ulster à une époque où les unionistes font partie du parti conservateur, il est également une figure importante de la politique britannique en tant que secrétaire parlementaire privé de Harold Macmillan. Il est l'oncle de Sir Josias Cunningham.

## Début de carrière
Cunningham est issu d'une famille d'Ulster. Il est le fils de Samuel Cunningham et Janet Muir Knox (née McCosh) de Dalry, Ayrshire. Ses frères aînés sont le colonel James Glencairn Cunningham, Josias Cunningham courtier en valeurs mobilières, Dunlop McCosh Cunningham propriétaire de Murrays tabac works, Belfast. Il est envoyé à la Royal Belfast Academical Institution, puis au Fettes College d'Édimbourg. Il obtient une place au Clare College, à Cambridge - où il est champion de boxe poids lourds. La famille Cunningham reste toujours d'éminents propriétaires terriens autour de la région de Parkgate dans le sud d'Antrim avec des parents dont les petits-neveux Joe, Richard et Garret résident toujours sur le domaine familial. La famille a des intérêts commerciaux considérables dans la terre, le tabac, le commerce et la finance.
À partir de 1931, Cunningham se lance en affaires en Irlande du Nord. Il épouse Dorothy Enid Riley le 2 juillet 1935. Plus tard dans les années 1930, Cunningham étudie le droit et est admis au barreau par le Middle Temple en 1939. Pendant la Seconde Guerre mondiale, il sert dans les Scots Guards, bien qu'il ait poursuivi ses études de droit, et est admis au barreau d'Irlande du Nord en 1942. Il se présente à l'élection partielle de Belfast West en 1943 et au même siège aux élections générales de 1945.
Après la guerre, Cunningham vit principalement à Orpington, bien qu'il reste membre de l'Ulster Unionist Council. Sa foi religieuse l'amène à s'impliquer dans l'Alliance mondiale des YMCA à partir de 1947, et il est président du Conseil national du YMCA en 1949. En 1954, il est élu au Conseil du district urbain d'Orpington. 

## Parlement
Lors des élections générales de 1955, Cunningham est élu comme nouveau député unioniste d'Ulster pour le sud d'Antrim. Il est délégué à l'Assemblée parlementaire du Conseil de l'Europe et de l'Union de l'Europe occidentale de 1956 à 1959. Il est également secrétaire parlementaire privé de Jack Simon, Secrétaire financier du Trésor, à partir de 1958. En 1959, il est nommé conseiller de la reine.
Après les élections générales de 1959, Cunningham est choisi par le premier ministre Harold Macmillan comme son secrétaire privé parlementaire, responsable des relations du premier ministre avec les députés conservateurs d'arrière-ban. Il est également membre de l'exécutif national du Parti conservateur et unioniste. Lorsque Macmillan démissionne, il décerne à Cunningham le titre de baronnet dans ses honneurs de démission.

## Carrière post-parlementaire
Cunningham reste sur les bancs de l'arrière-ban, connu comme l'un des députés à droite de l'unionisme d'Ulster et un ami de Ian Paisley.Pendant les années 1960, il affronte fréquemment Harold Wilson, mais décide de prendre sa retraite aux élections générales de 1970. Il est maître de la Drapers Company en 1973-1974. Il est Grand Maître Provincial de l'Ordre Maçonnique du Gloucestershire de 1970 à 1976. Il est membre de l'Apprentice Boys Club de Derry et assiste au 275e anniversaire du Siège de Derry. Tout au long de sa vie, il représente les anciens intérêts fonciers de l'Ulster et reste personnellement riche grâce à l'héritage familial. Il est décédé subitement à Derhams House, Minchinhampton, le 29 juillet 1976 à l'âge de soixante-sept ans.
Les renseignements militaires, la RUC et les victimes qualifient Cunningham de pédophile et identifient ses liens étroits avec le réseau de délinquants sexuels du Kincora Boys' Home, mais le MI5 le nie,.